# IC 2286
IC 2286 је појединачна звијезда у сазвјежђу Рак која се налази на листи објеката дубоког неба у Индекс каталогу.
Деклинација објекта је + 18° 57' 19" а ректасцензија 8h 19m 4,0s.